# ایلونا الک
ایلونا الک (مجاری: Ilona Elek; ۱۷ مهٔ ۱۹۰۷ – ۲۴ ژوئیهٔ ۱۹۸۸) شمشیرباز اهل مجارستان بود.
وی در مسابقات کشوری و بین‌المللی در مجموع برندهٔ ۱۲ مدال طلا، ۶ مدال نقره و ۲ مدال برنز شده‌است.

## نگارخانه

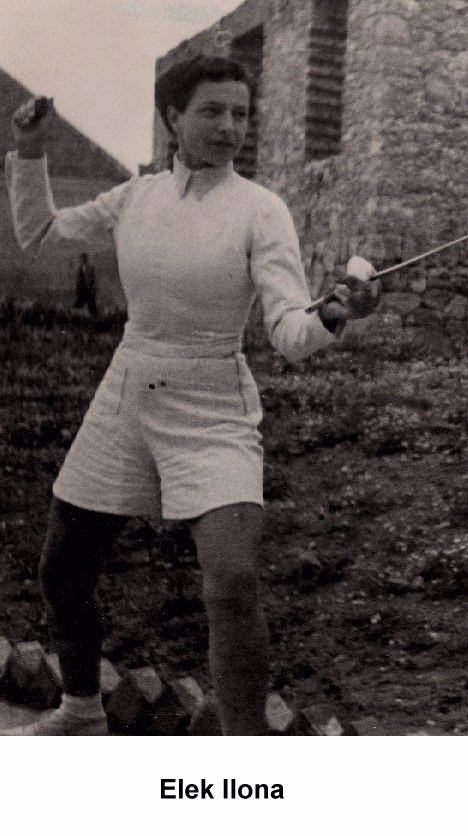
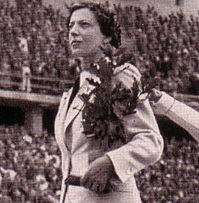
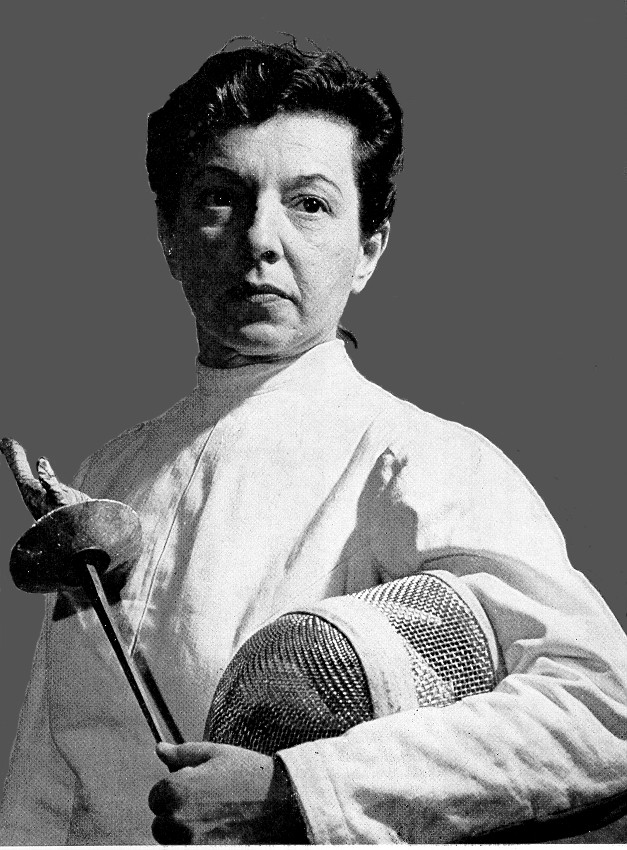
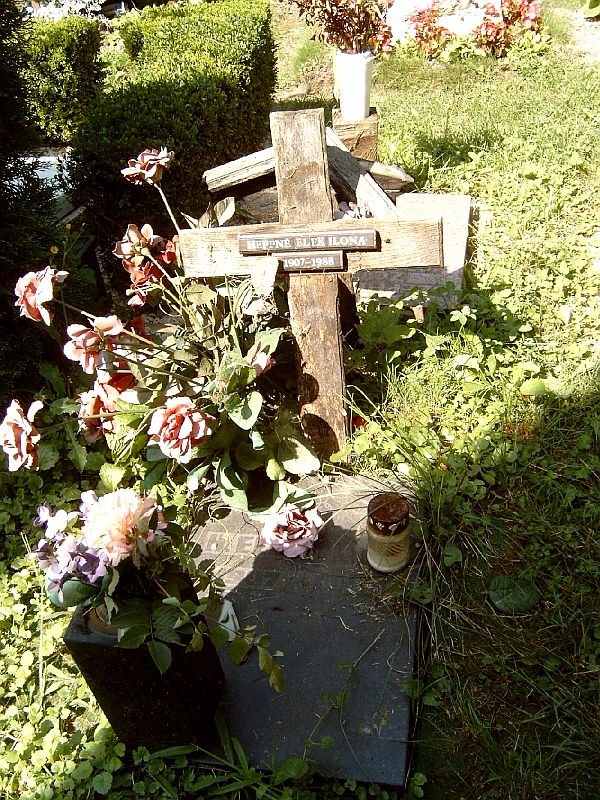